# دادخواهی به‌سوی مردم

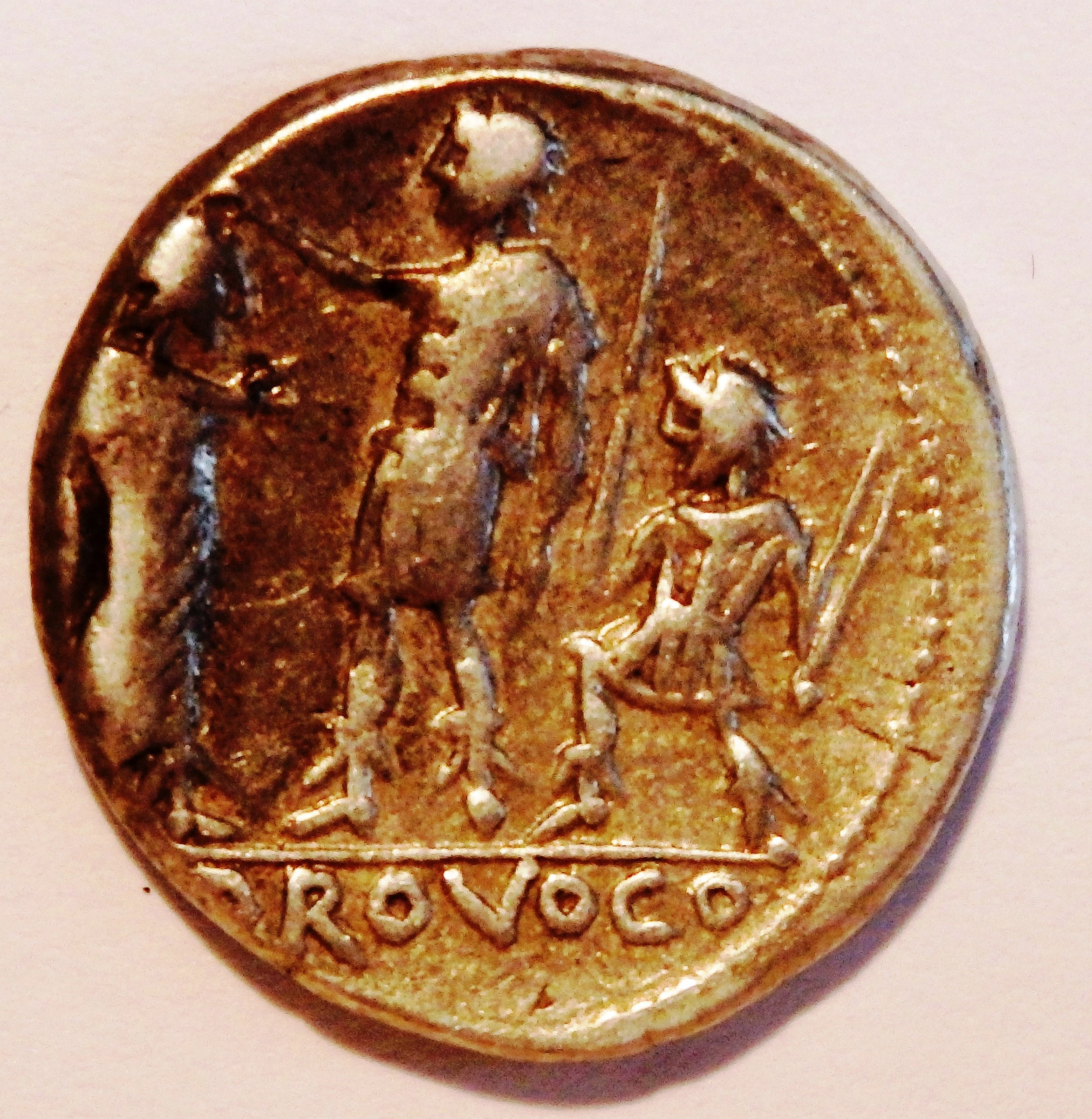
یک سکه مربوط به روم باستان

دادخواهی به‌سوی مردم (به لاتین: Provocatio ad populum) در روم باستان، یکی از اصول حقوق کیفری رومی بود که بر اساس آن مجازات اعدامِ یک شهروندِ رومیِ محکوم به مرگ می‌توانست ـ در صورتی که رأی مردم به‌نفع او باشد ـ به مجازاتِ دیگری که ملایم‌تر می‌بود تخفیف یابد.
این حق قضایی بواسطهٔ «قانون والِریایی در باب دادخواهی» به سال ۵۰۹ قبل از میلاد و بر مبنای پیشنهاد کنسول پوبلیوس والریوس پوبلیکولا رسمیت یافت و بیشتر در عصر جمهوری روم مورد کاربرد واقع شد.

## در عهد پادشاهی
وجود یا عدم وجود حق دادخواهی (Provocatio) و حقوق مشابه آن در عصر پادشاهی روم (که در آن پادشاه از حداکثر اقتدارات قضایی بهره‌مند بود) مورد بحث و مجادله است؛ با اینحال محتمل اینست که در این دوره برای رسیدگی به جرائم بسیار سنگین مجمعی از پاتریسی‌ها تشکیل می‌شد. به هر روی عقیدهٔ رایجِ نویسندگان عهد جمهوری این بود که چنین حقی در عهد پادشاهی نیز وجودداشته‌است. این عرفِ حقوقی (به‌معنایی که یک متهم به مرگ با توسل به آن بتواند درخواست کند که مجازاتِ سنگینِ تحمیل شده بر او به‌دست یک مجمع مردمی مورد تجدیدنظر قرار گیرد) تنها و تنها پس از تصویب قانون موسوم به «قانون والِریایی در باب دادخواهی» در سال ۵۰۹ قبل از میلاد بود که رسمیت یافت. تنها استثنای استفاده از این حق پیش از سال ۵۰۹ ق.م. در روایت تیتوس لیویوس در کتاب از پیدایش روم آمده که می‌گوید پوبلیوس هوراتیزس، که قرار بود بخاطر کشتن خواهرش اعدام شود، عبارت provoco را بر زبان آورد و مردم نیز او را بخاطر خدماتی که بتازگی به میهنش کرده‌بود بخشیدند.

## در عهد جمهوری
متون تاریخی تأکید دارند که یکی نخستین اقدامات دولت جمهوری روم همانا تصویب و رسمیت بخشیدن به حق دادخواهی توسط پوبلیوس والریوس پوبلیکولا بود.
این حق در درجه نخست تنها برای محکومان به مرگِ طبقات عالیه (پاتریسی‌ها) قابل اعمال بود و بعدها بود که طبقات عامی (پلبی‌ها) نیز از آن منتفع شدند. اساساً ساختار مجمع کنتوریاها بگونه‌ای بود که با نابرابریِ شدید در توزیع کِنتوریاها، حقِ دادخواهی را بدل به ابزاری در دست طبقات متنفذتر کرده‌بود.
در عهد جمهوری، سیسرون (کنسولِ سال ۶۳ ق. م) پس از افشای توطئهٔ کاتیلینا، شهروندان رومیِ همدست کاتیلینا را که در کودتا دخیل بودند، بی‌آنکه حق دادخواهی از مردم را برایشان محترم شمارد، آنان را در زندان تولیانوم به اعدام محکوم کرد. بعدها یکی از رقبای سیاسی او، پوبلیوس کلاودیوس پولکر، با یک پله‌بیسیت قانونی را به تصویب رساند که بر مبنای آن کلانتری که یک شهروند رومی را ـ بدون آنکه حق دادخواهی را برای او محترم شمرده باشد ـ به مرگ محکوم می‌کرد، با مجارات تبعید تنبیه می‌شد.

## در عهد امپراتوری
در عهد امپراتوری روم نیز حق دادخواهی از مردم همچنان پابرجا بود اما اینبار بجای مردم (populus) امپراتور (Caesar) نشست و عبارت جدیدی نیز ابداع شد: شهروند رومی با گفتن Caesarem appello به معنای «از قیصر استمداد می‌کنم» خود را از محاکمهٔ کلانترِ ایالتی رهانیده و مرافعهٔ حقوقی‌اش را به رُم (پایتخت امپراتوری) ارجاع می‌داد. پولس رسول درست بواسطهٔ همین حق، خود را تا دو سال از محکومیت رهانیده و جهت تعیین تکلیف به روم منتقل شد.
حقوقدان یولیوس پائولوس تأکید دارد که در زمان او حق دادخواهی از مردم مبدل به دادخواهی از امپراتور شد:
Lege Iulia de vi publica damnatur qui aliqua potestate praeditus civem Romanum antea ad populum nunc imperatorem appellantem necaverit necarive iusserit
بر طبق «قانون یولیا در باب اقتدار عامه» هر کس که از اقتدار دولتی بهره‌مند است، اگر یک شهروند رومی را - که سابقاً به مردم و اکنون به امپراتور متوسل می‌شود ـ به قتل آورده یا حکم به قتل او دهد مؤاخذه خواهدشد.— Iulius Paulus، Sententiae receptae, V, 26, 1